# Minski kineski jezici
Minski jezici (kineski: 闽语, tradicionalno pismo: 閩語, pinyin: Mǐnyǔ) skupina su kineskih jezika, službeno zvanih dijalekata, s oko 70 milijuna materinskih govornika. Naziv su dobili prema rijeci Min u pokrajini Fujian u Narodnoj Republici Kini. Govornici pojedinih minskih jezika ne mogu se međusobno sporazumijevati, niti se mogu sporazumijevati s govornicima drugih kineskih jezika, kojima među ostalim pripadaju mandarinski, kantonski, wu i haka kineski.
Izvan NR Kine, najgovoreniji minski jezik je hokien koji pripada južnim minskim jezicima te ga se govori u Tajvanu, odn. Republici Kini.
Većina minskih jezika zadržala je obilježja iz starog kineskog jezika, a vjeruje se da su se barem neki od njih, ako ne i svi, razvili neovisno od staroga kineskoga, unatoč snažnom utjecaju srednjovjekovnog kineskog. Istraživači smatraju i da su minski jezici preuzeli veliku količinu obilježja od supstrata područja na kojem su se govornici kineskoga naselili, tj. jezika koji su na tom području prethodili kineskima.

## Povijesni razvoj
Pretpostavlja se da su se prvi minski jezici od ostatka kineskih odvojili već u doba dinastije Han (202. pr. Kr. – 220.). Prema lingvistu Jerryju Normanu, suvremeni minski jezici imaju četiri sloja leksika:
1. nekineski supstrat minyueskih jezika za koje Norman i lingvistkinja Mei Tsu-lin smatraju da su pripadali austroazijskim jezicima[6]
2. rani kineski sloj koji su u Fujian donijeli doseljenici iz Zhejianga tijekom dinastije Han
3. sloj ranog srednjovjekovnog kineskog jezika iz doba Južnih i Sjevernih dinastija, koji se većinski poklapa s fonologijom Qieyuna, rječnika rima iz 601. godine
4. sloj književnog jezika temeljenog na jeziku Xi'ana, glavnog grada za vrijeme dinastije T'ang, koji je u to doba predstavljao standardni jezik.

Stručnjaci za austroazijske jezike, međutim, odbijaju tezu austroazijskog supstrata, osobito zbog Normanove i Tsu-linine teze da se kolijevka austroazijskih jezika nalazi uzduž rijeke Jangce. Suvremene analize arheoloških nalaza podržavaju tezu austronezijskog supstrata.

## Podjela
Minski jezici isprva su prema fujianskom govoru bili podijeljeni na kontinentalne i obalne minske jezike, no danas nema konsenzusa oko točne podjele ili distinkcije jezika i dijalekata. Glottolog ih analizira ovako:
- Min Bei ili sjeverni minski jezici
  - Sjeverozapadni minski
    - Chong'an
    - Jian'ouski
    - Jianyang
    - Songxiski
    - Zhengheski

  - Jezici shao-jiang
    - Jiangleski
    - Shaowuski
    - Shunchangski
- Min Zhong ili središnji minski jezici
  - Yong'anski
  - Shaxian

Obalni minski jezici:
- Min Dong ili istočni minski jezici
  - Funingski
  - Houguanski
- Min Nan ili južni minski jezici
  - Chaoshanski
  - Datianski
  - Qiong-Lei
    - Heinanski
    - Leizhouski

  - Quanzhangski
    - Hokien
    - Quanzhouski
    - Xiamenski
    - Longyanski
    - Zhangzhouski

  - Zhenanski
  - Zhongshanski
- Jezici pu-xian
  - Putianski
  - Xianyouski